# Paula Findlay
Pour les articles homonymes, voir Findlay.
Paula Findlay, née le 26 mai 1989 à Edmonton, est une triathlète professionnelle canadienne, championne du Canada en 2008.

## Biographie
Paula Findlay grandit à Edmonton, elle est une enfant active et pratique la danse classique et moderne et les claquettes. Elle commence les compétitions de natation à l'âge de onze ans. Elle pratique également la course à pied en compétition pendant ses études secondaires à la Francis Xavier High School et commence le triathlon deux ans plus tard.
Lors de sa première saison en 2006, elle participe aux championnats du monde dans la catégorie junior, en faisant partie de l’équipe nationale du Canada. En 2008, elle remporte le championnat national du Canada dans les catégories juniors et séniors et finit à troisième place du championnat du monde dans la catégorie U23 (espoir). En 2010 à l'âge de 21 ans elle remporte à la suite les étapes des Séries mondiales de triathlon (WTS) de Londres et de Kitzbuhel et finit 5e du championnat mondial. Elle inscrit trois victoires à son palmarès sur le circuit WTS en 2011 à Sydney, Madrid et Kitzbuhel.
En 2012 avec Kathy Tremblay elle représente le Canada lors des Jeux olympiques d'été de 2012 à Londres, malgré une blessure elle prend le départ et finit à la 52e et dernière place de l’épreuve. Elle est qualifiée pour les Jeux olympiques d'été de 2016 à Rio de Janeiro au Brésil

## Palmarès
Le tableau présente les résultats les plus significatifs (podium) obtenus sur le circuit international de triathlon depuis 2008,.
| Année | Compétition                                         | Pays        | Position           | Temps           |
| ----- | --------------------------------------------------- | ----------- | ------------------ | --------------- |
| 2025  | Ironman 70.3 St. George                             | États-Unis  | Médaille d'or      | 4 h 11 min 6 s  |
| 2025  | Ironman 70.3 Oceanside                              | États-Unis  | Médaille d'or      | 4 h 16 min 50 s |
| 2024  | Ironman 70.3 St. George                             | États-Unis  | Médaille d'or      | 4 h 9 min 27 s  |
| 2024  | Ironman 70.3 Mont-Tremblant                         | Canada      | Médaille de bronze | 4 h 1 min 0 s   |
| 2023  | Ironman 70.3 Augusta                                | États-Unis  | Médaille d'or      | 4 h 5 min 32 s  |
| 2023  | Ironman 70.3 Chattanooga                            | États-Unis  | Médaille d'or      | 4 h 9 min 43 s  |
| 2023  | Ironman 70.3 Los Cabos                              | Mexique     | Médaille d'or      | 4 h 9 min 50 s  |
| 2022  | Ironman 70.3 Indian Wells                           | États-Unis  | Médaille d'or      | 4 h 6 min 9 s   |
| 2022  | Championnats du monde d'Ironman 70.3 - Saint George | États-Unis  | Médaille d'argent  | 4 h 8 min 56 s  |
| 2021  | Ironman 70.3 Oceanside                              | États-Unis  | Médaille d'or      | 4 h 12 min 31 s |
| 2020  | Challenge Daytona                                   | États-Unis  | Médaille d'or      | 3 h 28 min 7 s  |
| 2019  | Ironman 70.3 Indian Wells                           | États-Unis  | Médaille d'or      | 4 h 7 min 25 s  |
| 2019  | Challenge Daytona                                   | États-Unis  | Médaille d'or      | 2 h 38 min 42 s |
| 2018  | Ironman 70.3 St. George                             | États-Unis  | Médaille d'or      | 4 h 11 min 7 s  |
| 2013  | Coupe Panaméricaine - l'étape de Sarasota           | Canada      | Médaille d'or      | 1 h 57 min 51 s |
| 2011  | WTS Kitzbühel                                       | Autriche    | Médaille d'or      | 2 h 5 min 52 s  |
| 2011  | WTS Madrid                                          | Espagne     | Médaille d'or      | 2 h 3 min 46 s  |
| 2011  | WTS Sydney                                          | Australie   | Médaille d'or      | 2 h 1 min 21 s  |
| 2010  | WTS Kitzbühel                                       | Autriche    | Médaille d'or      | 2 h 3 min 3 s   |
| 2010  | WTS Londres                                         | Royaume-Uni | Médaille d'or      | 1 h 51 min 48 s |
| 2010  | Coupe Panaméricaine - l'étape de Coteau-du-Lac      | Canada      | Médaille d'or      | 2 h 3 min 37 s  |
| 2010  | Coupe Panaméricaine - l'étape de Kelowna            | Canada      | Médaille d'or      | 2 h 2 min 37 s  |
| 2010  | Coupe du monde - l'étape de Monterrey               | Mexique     | Médaille d'or      | 1 h 56 min 40 s |
| 2009  | Coupe Panaméricaine - l'étape de Coteau-du-Lac      | Canada      | Médaille d'or      | 2 h 3 min 50 s  |
| 2008  | Coupe Panaméricaine - l'étape de Kelowna            | Canada      | Médaille d'or      | 2 h 8 min 35 s  |
| 2008  | Championnat du Canada                               | Canada      | Médaille d'or      | Timing          |

## Palmarès en cyclisme sur route
- 2022
  -  Championne du Canada du contre-la-montre
- 2023
  -  Championne du Canada du contre-la-montre